# Dontostemon hispidus
Dontostemon hispidus är en korsblommig växtart som beskrevs av Carl Maximowicz. Dontostemon hispidus ingår i släktet Dontostemon och familjen korsblommiga växter. Inga underarter finns listade i Catalogue of Life.